# 上水名都

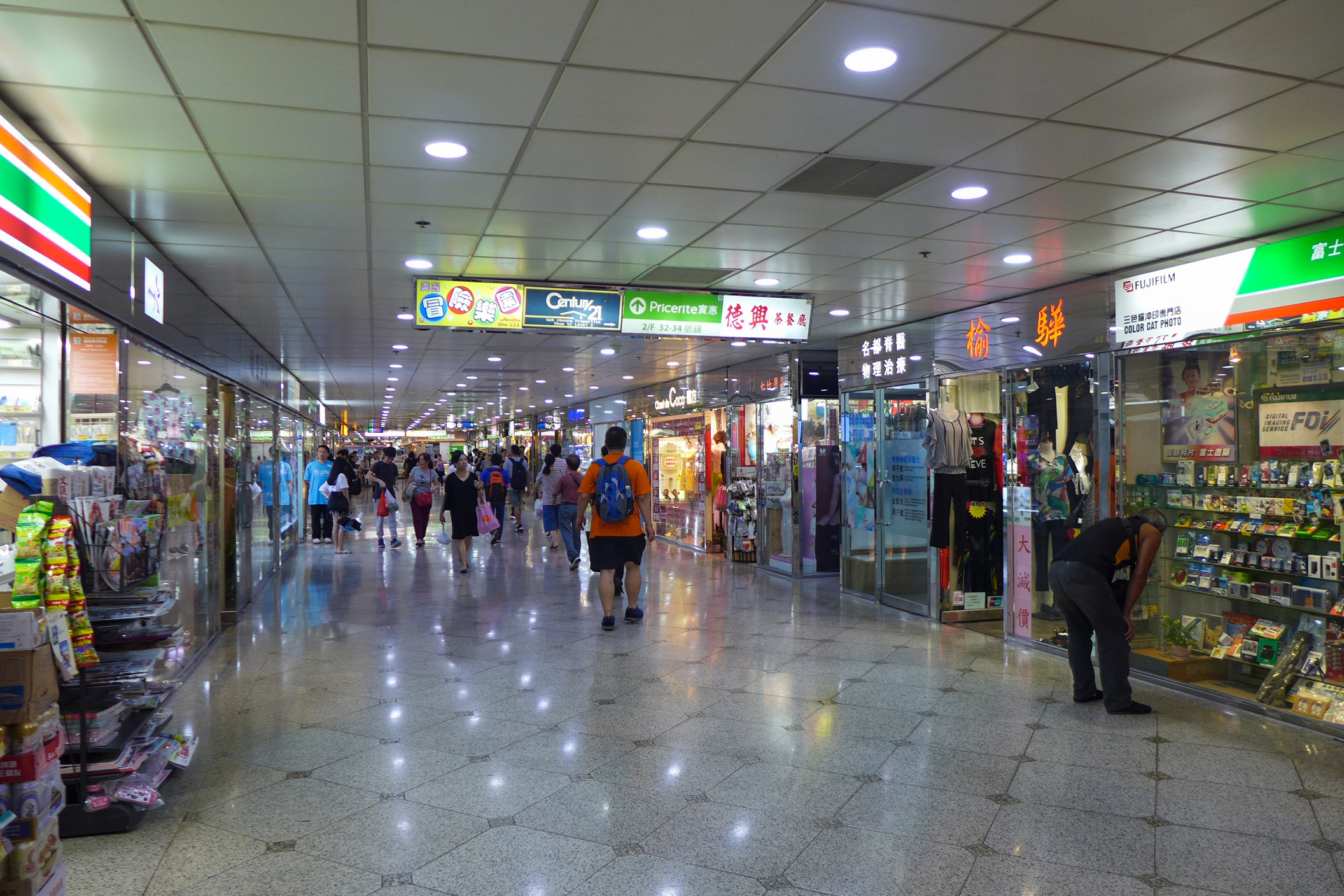
上水名都商場

上水名都（英語：Sheung Shui Town Centre）位於香港新界上水智昌路9號，是一個私人住宅屋苑，發展商為華懋，在1992年8月入伙。屋苑有4座樓宇，呈L形排列，合共提供780個單位。屋苑原址爲上水菜園村和掃管埔村之間的農地。

## 住宅
住宅樓宇分別用歐美城市柏林、紐約、巴黎和羅馬命名。屋苑2房單位佔7成半，其餘為逾600方呎的3房單位。

## 設施
屋苑平台花園設泳池，網球場和兒童遊樂場等休閒設施。而基座設有商場上水名都商場，樓面面積約6.5萬平方呎，是上水市中心首個現代化商場, 共有兩層，提供約60間商舖，而大廈停車場提供約180個車位予住客及訪客使用。

## 上水名都商場主要商戶列表

### 現有的主要商戶
1. 超級市場：惠康鮮級市場 Wellcome Fresh（前身為惠康超級廣場）
2. 便利店：7-11便利店
3. 餐廳：麥當勞, 木椰餐廳
4. 小食店：小食快綫 (Snack Express)
5. 電訊店：電訊數碼
6. 家居店：實惠家居
7. 娛樂：美國冒險樂園 (全港首家分店), 夾公仔店Prince Edward， 精品城
8. 理髮店: 0.8 cut, specialist
9. 教育中心: 思哲補習社
10. 洗衣店: 美新洗衣
11. 藥房: 健民藥房
12. 眼鏡店: 理想視力

### 已結業/搬遷的主要商戶
1. 便利店：OK便利店
2. 小食及外賣店：好味糖菓士多, 名都小食, 波仔微波爐食品專門店, 德興茶餐廳
3. 涼茶店：海天堂龜苓膏專門店
4. 麵包店：美心西餅
5. 零售: 屈臣氏, 明暉雪褸, 觀榮包包, 小白屋, 旭輝文具, 有樂町
6. 理髮店: 髮店
7. 診所: 農本坊
8. 娛樂：神奇樂園, 漫畫廊, 貼紙相店
9. 地產: 世紀21華昌置業
10. 金店: 周氏銀號
11. 鞋店: MK
12. 餐廳: 海皇粥店

## 升降機致命意外
2018年5月11日，巴黎閣發生升降機致命意外，一名64歲女住客由7樓進入升降機後突然上移，住客被夾於門楣及升降機機門門磡之間，最後扯落槽底跌死。事後發現升降機長期沒有保養。工程有限公司和總經理承認「沒有確保升降機工程妥善進行」等4項罪名，分別罰款6.3萬港元和3.3萬港元。